# Bad Day
Bad Day ist ein Lied des kanadischen Popmusikers Daniel Powter. Der Song wurde als Single am 5. März 2005 veröffentlicht. Am 26. Juli 2005 erfolgte die Veröffentlichung als Teil des Albums Daniel Powter.

## Geschichte
Der Songtext wurde von Powter selbst verfasst und handelt davon, dass, auch wenn man mal einen schlechten Tag hat, sich die Dinge letztlich doch immer wieder bessern. Konkret wird dies an einer Beziehung geschildert, in der eine Frau ihre Leidenschaft verliert und ihre schlechte Laune an ihrem Freund auslässt, der deshalb einen Schlussstrich ziehen möchte. Produziert wurde das Lied von Jeff Dawson und Mitchell Froom für das Musiklabel Warner Records. Während Powter den Song bereits 2002 schrieb, wurde dieser erst 2005 veröffentlicht. Zu dessen Erfolg trugen unter anderem auch die Verwendung bei American Idol sowie einer Werbung von Coca Cola bei.

## Musikvideo
Das Musikvideo zeigt einen Mann und eine Frau (gespielt von Jason Adelman und Samaire Armstrong) bei alltäglichen Handlungen, die sich teils ähneln und per Split Screen vergleichbar sind. Gegen Ende begegnen sich die beiden Darsteller. Unterbrochen werden die Szenen von Aufnahmen des singenden oder Piano spielenden Daniel Powter. Auf YouTube verzeichnet das Video über 260 Millionen Aufrufe (Stand November 2024).

## Titelliste
1. Bad Day – 3:57
2. Stupid like this – 3:20

## Kommerzieller Erfolg

### Chartplatzierungen
Bad Day stieg am 13. Juni 2005 auf Platz 32 in die deutschen Singlecharts ein und erreichte am 15. August mit Rang 17 die beste Platzierung. Insgesamt hielt sich der Song 24 Wochen lang in den Top 100. Damit ist Bad Day das erfolgreichste Lied von Daniel Powter sowohl bezüglich Verweildauer als auch Höchstplatzierung in den deutschen Charts. In Österreich belegte die Single in der Spitze Position 13 und konnte sich insgesamt 29 Wochen in den Charts halten, auch hier der größte Erfolg des Interpreten.
| ChartsChartplatzierungen       | Höchstplatzierung | Wochen |
| ------------------------------ | ----------------- | ------ |
| Deutschland (GfK)              | 17 (24 Wo.)       | 24     |
| Österreich (Ö3)                | 13 (29 Wo.)       | 29     |
| Schweiz (IFPI)                 | 5 (41 Wo.)        | 41     |
| Vereinigte Staaten (Billboard) | 1 (64 Wo.)        | 64     |
| Vereinigtes Königreich (OCC)   | 2 (46 Wo.)        | 46     |

| ChartsJahrescharts (2005)    | Platzierung |
| ---------------------------- | ----------- |
| Deutschland (GfK)            | 52          |
| Österreich (Ö3)              | 40          |
| Schweiz (IFPI)               | 32          |
| Vereinigtes Königreich (OCC) | 11          |

| ChartsJahrescharts (2006)      | Platzierung |
| ------------------------------ | ----------- |
| Vereinigte Staaten (Billboard) | 1           |

| ChartsJahrescharts (2000–2009) | Platzierung |
| ------------------------------ | ----------- |
| Vereinigte Staaten (Billboard) | 56          |

### Auszeichnungen für Musikverkäufe
| Land/Region                  | Auszeichnungen für Musikverkäufe (Land/Region, Auszeichnung, Verkäufe) | Verkäufe  |
| ---------------------------- | ---------------------------------------------------------------------- | --------- |
| Australien (ARIA)            | Platin                                                                 | 70.000    |
| Dänemark (IFPI)              | Platin                                                                 | 90.000    |
| Deutschland (BVMI)           | Gold                                                                   | 150.000   |
| Frankreich (SNEP)            | Silber                                                                 | 100.000   |
| Italien (FIMI)               | Platin                                                                 | 50.000    |
| Japan (RIAJ)                 | 2× Platin (Download) · + 3× Platin (Ringtone)                          | 1.250.000 |
| Kanada (MC)                  | Platin                                                                 | 20.000    |
| Neuseeland (RMNZ)            | 2× Platin                                                              | 60.000    |
| Spanien (Promusicae)         | Gold                                                                   | 30.000    |
| Vereinigte Staaten (RIAA)    | 3× Platin                                                              | 3.000.000 |
| Vereinigtes Königreich (BPI) | 2× Platin                                                              | 1.200.000 |
| Insgesamt                    | 1× Silber · 2× Gold · 16× Platin ·                                     | 6.020.000 |

## Auszeichnungen
- 2007: Grammy-Nominierung für Daniel Powter als Best Male Pop Vocal Performance für Bad Day[26]